# Neuer Csardas für „Die Fledermaus“
Der Neue Csardas für „Die Fledermaus“ ist eine Komposition von Johann Strauss Sohn (ohne Opusnummer). Sie wurde am 2. Mai 1901 in Berlin erstmals aufgeführt.